# Экзеков, Мусса Хабалевич
Мусса́ Хаба́левич Экзе́ков (13 августа 1964, аул Красновосточный, Малокарачаевский сельский район, КЧАО, Ставропольский край, РСФСР, СССР) — российский общественный деятель, предприниматель, меценат. Заместитель Председателя Народного Собрания (Парламента) Карачаево-Черкесской Республики, Председатель высшего совета Всемирного абхазо-абазинского конгресса.

## Биография
Происходит из абазин-тапанта, из рода Эгьзакь, который был известен ещё в XIX веке, как принадлежавший к высшим горским сословиям Кубанской области Российской империи. Отец — Хабаля, мать — Фатинка.
После учёбы в Ленинградском технологическом институте работал главным технологом на заводе химико-лабораторных приборов «Дружная горка» в одноимённом посёлке в Ленинградской области. Защитил кандидатскую, а затем и докторскую диссертации по проблемам синтеза новых композиционных материалов.
В 1998 году Экзеков основал девелоперскую компанию ОАО «Соломон», занимающуюся проектами в сфере коммерческой недвижимости. С начала 2000-х годов компания занялась развитием территории недостроенной ткацко-прядильной фабрики «Искра» на проспекте Энгельса в Санкт-Петербурге. Земельный участок площадью 30 га осваивали постепенно. В 2006 году на этом участке открылся торгово-развлекательный комплекс «Гранд Каньон», затем фитнес-центр «Лидер», детский театр «Плоды Просвещения», детский комплекс «Дивный город», бизнес-центр, ледовая арена, мебельный центр. К 2007 году общая площадь построек приблизилась к 200 тыс. м². ТРК «Гранд Каньон» вошёл в сотню наиболее качественных, по мнению экспертов рынка, торгово-развлекательных комплексов России. В торговом центре проводятся театральные марафоны и другие крупные культурные мероприятия «Северной столицы».
В 2016 году, скупив долги собственников, Экзеков взял под контроль две крупнейшие овощебазы Санкт-Петербурга и Ленинградской области общей площадью 95 тыс. м².
В декабре 2017 года объявил о создании в Санкт-Петербурге многофункционального спортивного комплекса площадь более 30 тыс. кв. м., в котором разместятся пять бассейнов. Общий размер инвестиций оценивается в 2,5 млрд рублей.
В декабре 2017 года был избран Председателем высшего совета Всемирного абхазо-абазинского конгресса.
В сентябре 2019 года избран заместителем Председателя Народного Собрания (Парламента) Карачаево-Черкесской Республики

## Общественная и благотворительная деятельность
В 2011 году Экзеков стал Президентом Международного объединения содействия развитию абазино-абхазского этноса «Алашара». По его инициативе была принята долгосрочная программа развития народа. За прошедшие годы Мусса многое сделал для своих земляков: это ремонт и строительство домов, спортивных площадок, приобретение лечебного оборудования для медучреждений, содействие молодым специалистам, продвижение народных талантов. Эта деятельность получила высокую оценку Главы Карачаево-Черкесии Р. Б. Темрезова.
При поддержке Экзекова издан сборник песен Галины Гожевой «Музыкой душа моя согрета», в который вошли и абазинские народные мелодии, а также вышли в свет две книги, посвященные 70-летию Победы: «Подвиги героев Абазашты», где собраны документальные описания подвигов абазин-фронтовиков, и «Вечная слава героям», в которой опубликованы списки всех участников Великой Отечественной войны из абазинских аулов. Весом его вклад в издание первого в КЧР учебника-хрестоматии «Абазинская детская литература».
Под эгидой объединения «Алашара» и Карачаево-Черкесского государственного университета проходят «Клычёвские чтения» — интернациональная конференция, на которой обсуждаются проблемы изучения, сохранения и развития языков и литературы народов Карачаево-Черкесии.
Экзеков занимается благотворительной деятельностью также и в Абхазии. В июне 2015 года были выделены средства на приобретение жилья в Гагре и Пицунде для пяти абхазских семей, в которых имелись участники Великой Отечественной войны.
Мусса Экзеков возглавляет международную научную программу «Абазины и абхазы: перспективы сохранения и развития языков, полевые исследования и архивные материалы», реализуемую учёными России, Абхазии и Турции при участии Академии наук Республики Абхазия.
Является основателем детской спортивной академии «Лидер» в Санкт-Петербурге. В этом учреждении работает более 15 спортивных секций, а также несколько детских творческих коллективов. Дети, посещающие спортивные секции академии, принимают участие в крупнейших российских и международных соревнованиях. Именем М. Экзекова назван Международный турнир по вольной борьбе.
По инициативе и при содействии Экзекова в Санкт-Петербурге в 2009 году был открыт памятник Дмитрию Шостаковичу.
В 2017 году приобрел в Германии и передал в дар государственному мемориальному музею А. В. Суворова уникальную коллекцию оловянных солдатиков «Последний парад Российской Императорской гвардии».
В 2018 году в селе Красный Восток Республики Карачаево-Черкесия Международной ассоциацией содействия развитию абазино-абхазского этноса «Алашара» построен одноимённый многофункциональный спортивный комплекс. В ноябре 2019 рядом открыто поле для мини-футбола.
В марте 2019 года вступил в «Клуб друзей» Российского государственного этнографического музея
В мае 2019 года совместно с Н. М. Емельяновой издал книгу о генерале царской армии И. Т. Беляеве. Презентация книги состоялась. www.prlib.ru. Дата обращения: 1 апреля 2020. в Президентской библиотеке.
В июле 2019 года стал попечителем Всемирного клуба петербуржцев.

## Законотворческая деятельность
Автор законов:
- «О мерах социальной поддержки детей войны в Карачаево-Черкесской Республике» от 13 июля 2020 г. N 41-РЗ, которым впервые была введена новая региональная льготная категория — «Дети войны». Это лица, родившиеся в период с 4 сентября 1927 года по 3 сентября 1945 года[27].
- «О знаке отличия Карачаево-Черкесской Республики «Образцовая семья» от 28 февраля 2020 года N 10-РЗ[28]
- «О внесении изменений в статью 9 Закона Карачаево-Черкесской Республики «О некоторых вопросах оказания бесплатной юридической помощи в Карачаево-Черкесской Республике» от 30.11.2020 № 82-РЗ[29].
- № 6-РЗ от 29 марта 2021 года Закон КЧР «О дополнительной мере социальной поддержки отдельных категорий граждан в сфере дошкольного образования в Карачаево-Черкесской Республике»[30]

## Награды и звания
- 2004 году стал почётным профессором Санкт-Петербургского государственного технологического института[31].
- Действительный член Международной академии наук экологии, безопасности человека и природы (МАНЭБ) и Международной академии реальной экономики. Награждён золотой медалью МАНЭБ им. М. В. Ломоносова[32].
- За укрепление дружбы между народами Абхазии и Карачаево-Черкесии 13 декабря 2006 года М. Экзеков награждён орденом «Ахьдз-Апша» («Честь и Слава») третьей степени.
- За оказание гуманитарной помощи, заслуги в развитии физкультуры и спорта в Республике Абхазия 12 августа 2014 года М. Экзеков награждён орденом «Ахьдз-Апша» («Честь и Слава») второй степени[33].
- За выдающиеся заслуги перед Карачаево-Черкесской Республикой и её народом 8 февраля 2018 года М. Х. Экзеков награждён орденом «За заслуги перед Карачаево-Черкесской Республикой»[34].
- Дипломант Всероссийской акции «Меценат года» 2019 года, учрежденной Министерством культуры Российской Федерации.